# Phyllachora euphorbiaceae
Phyllachora euphorbiaceae är en svampart som beskrevs av Rehm 1897. Phyllachora euphorbiaceae ingår i släktet Phyllachora och familjen Phyllachoraceae.   Inga underarter finns listade i Catalogue of Life.